# کودکان کار

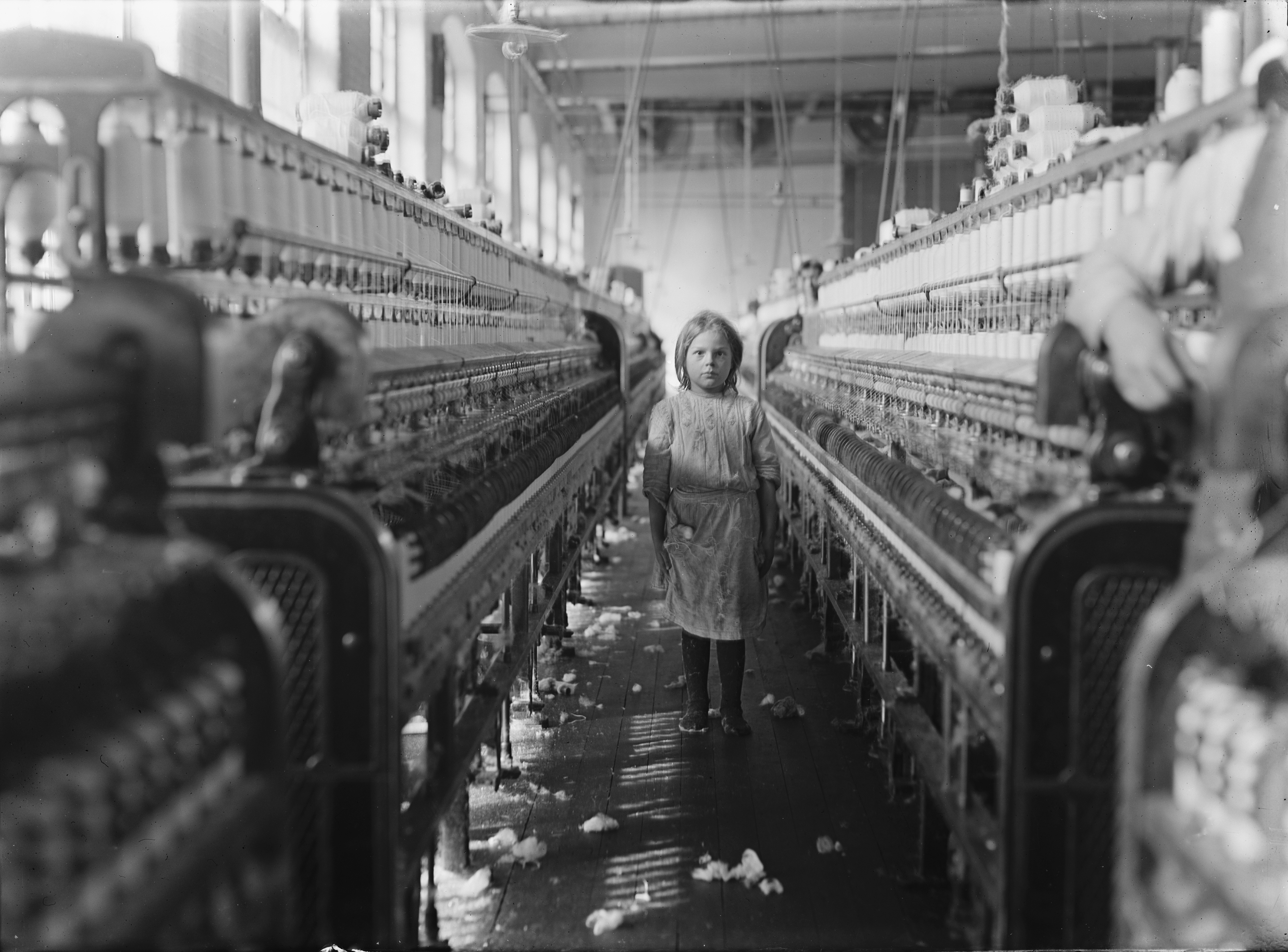
یک کودک کار در کارخانهٔ نخ‌ریسی در سال ۱۹۰۸ میلادی در کارولینای جنوبی که به شکلی اتفاقی جلوی دوربین لوئیس هاین قرار گرفت. لوئیس هاین با عکس‌های تکان‌دهنده خود از شرایط سخت و هولناک بچه‌های کار، نقش مهمی را در برانگیختگی جامعه آمریکا نسبت به معضل بهره‌کشی از کودکان، برعهده داشت. فعالیت‌های وی و بسیاری دیگر از فعالان حقوق کودکان به اضافه‌شدن متممی به قانون کار آمریکا مبنی بر منع استخدام کودکان در مشاغل سخت منجر شد.

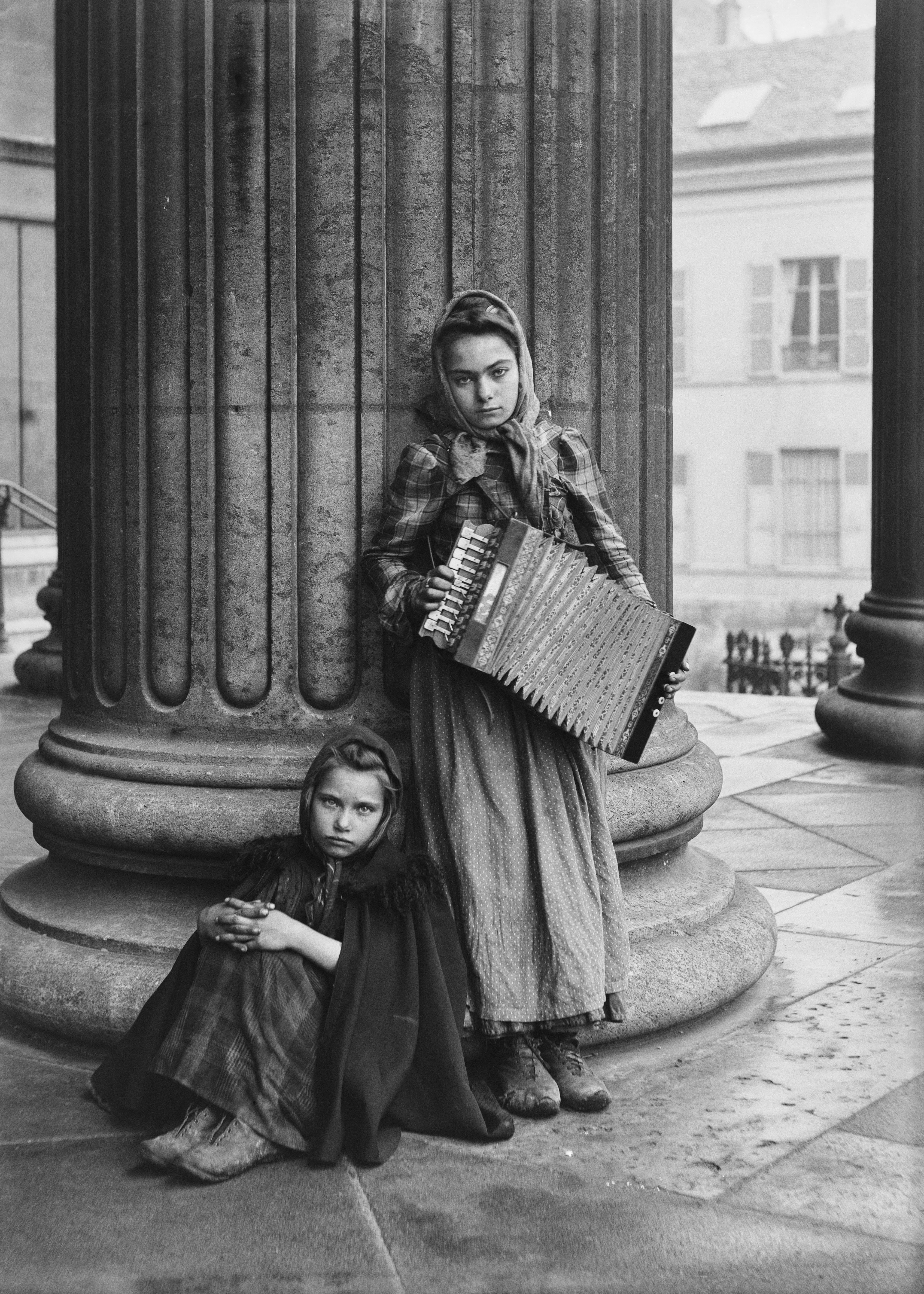
نگاره‌ای از دو نوازندهٔ خیابانی کم‌سن و سال در حوالی دههٔ ۱۹۱۰ تا ۱۹۲۰ میلادی در پاریس. یکی از دخترها آکاردونی در دست دارد.

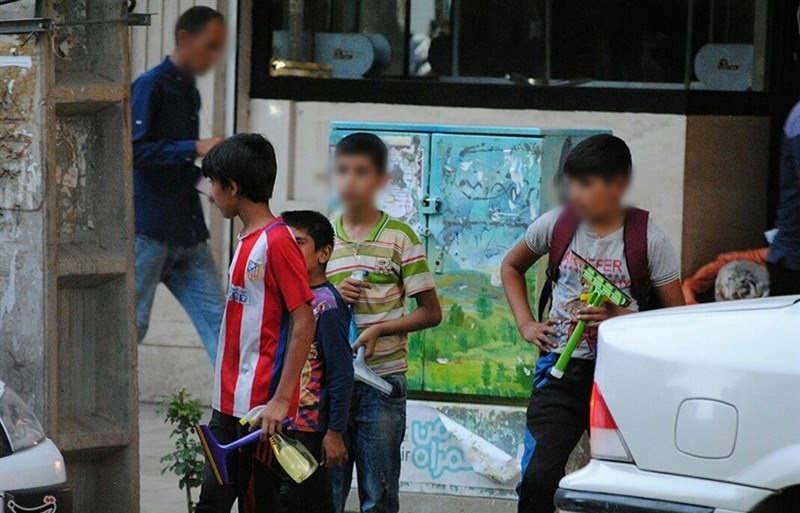
چند کودک کار ایرانی

کودکان کار به گروهی از کودکان گفته می‌شود که به کار در بیرون از خانه اشتغال دارند. این نوع فعالیت طیف وسیعی از فعالیت‌ها از جمله انواع کار واقعی و کاذب، کارگری غیر حرفه‌ای، گدایی، واکس زدن، فروش کالاهای کم ارزش، و غیره را شامل می‌شود. کودکان کار به چند دسته تقسیم می‌شوند. دسته‌ای از آنها در خیابان‌ها کار می‌کنند و آخر شب‌ها به خانه بازمی‌گردند و احتمالاً به مدرسه می‌روند و لزوماً در دام بزه نمی‌افتند. گروهی دیگر از رفتن به مدرسه و تجربهٔ دوران کودکی بی‌بهره هستند و ارتباط‌شان با خانواده در شرف قطع شدن است و سلامت روحی و جسمی آن‌ها را تهدید می‌شود و زمینهٔ بزهکاری برای این دسته فراهم‌تر است. گروهی دیگر به مدرسه نمی‌روند و همراه خانوادهٔ خود در خیابان‌ها زندگی می‌کنند. گروه دیگر هم از اساس بی‌خانواده هستند و در خیابان رشد می‌کنند و ناگزیر تن به کار می‌دهند.
کودکان کار براساس دو فاکتور به صورت رسمی در کشورهای مختلف تعریف می‌گردند: نوع کار و حداقل سن مناسب برای آن کار. عموماً به کودکی یک کودک کار گفته می‌شود که مشغول به فعالیتی باشد که برای سلامت فیزیکی، روانی، اجتماعی، اخلاقی و شخصیتی کودک مضر باشد، و با تحصیل کودک تداخل پیدا کند. سن مناسب برای هر شغل و کاری بر اساس آثار آن کار بر سلامت و رشد کودک تعیین می‌گردد. بر این اساس، قرارداد شماره ۱۳۸ سازمان بین‌المللی کار برای مشاغل مختلف یک حداقل سن را تعیین کرده که اگر کودکی که سنش پایین‌تر از این سن است مشغول به فعالیت در آن شغل باشد، آن کودک یک کودک کار در نظر گرفته می‌شود. این سنین عبارتند از: ۱۸ سال برای مشاغل پر خطر (مشاغلی که سلامت جسمی، روانی یا اخلاقی کودک را به خطر می‌اندازند)، ۱۳–۱۵ سال برای مشاغل سبک (مشاغلی که سلامت و امنیت کودک را تهدید نمی‌کنند و کودک را از تحصیل بازنمی‌دارند)، البته سن ۱۲–۱۴ سال ممکن است که تحت شرایط خاصی در کشوهای فقیر پذیرفتنی باشد. بر اساس تعریف دیگری که توسط برنامه اطلاعات آماری و نظارت بر کودک کار در سازمان بین‌المللی کار ارائه شده‌است، فردی کودک کار نامیده می‌شود که مشغول به یک فعالیت اقتصادی باشد، و سنش کمتر از ۱۲ سال باشد و یک ساعت در هفته یا بیشتر کار کند، یا سنش ۱۴ سال یا کمتر باشد و حداقل ۱۴ ساعت در هفته کار کند، یا سنش ۱۴ سال یا کمتر باشد و حداقل یک ساعت در هفته در یکی از مشاغل پر خطر مشغول به کار باشد، یا سنش ۱۷ سال یا کمتر باشد و در مشاغل «بدترین شکل‌های کار کودکان» مشغول به کار باشد.
کار کودکان بسیار معمول است و می‌تواند شامل کار در کارخانه، معدن، روسپی‌گری، کشاورزی، کمک در کسب و کار والدین، داشتن کسب و کار شخصی (مانند فروش غذا) یا کارهای نامتعارف باشد. ناپذیرفتنی‌ترین شکل‌های کار کودکان استفاده نظامی از کودکان و تن‌فروشی کودکان است. موارد کم‌تر جنجالی و معمولاً قانونی (با بعضی محدودیت‌ها) شامل کار کشاورزی در ایام تعطیلی مدرسه (کار فصلی)، کسب و کار خارج از ساعات مدرسه و همچنین بازیگری یا آوازخوانی کودکان می‌باشد.
کار کودک در درجات مختلف در طول تاریخ وجود داشت اما با آغاز سوادآموزی همگانی و تغییراتی که در شرایط کار طی صنعتی شدن به وجود آمد و ظهور مفاهیم حقوق کارگر و حقوق کودکان مورد نقد و بحث عمومی قرار گرفت. کار کودکان همچنان در جاهایی که سن ترک مدرسه پایین است شیوع دارد.
بر اساس آمار سازمان جهانی کار (ILO)، سالانه ۲۵۰ میلیون کودک ۵ تا ۱۴ ساله در جهان محروم از کودکی می‌شوند. طبق این آمار ۱۲۰ میلیون نفر از آن‌ها وارد بازار کار شده و مشغول به کار تمام‌وقت هستند. ۶۱ درصد این کودکان در آسیا، ۳۲ درصد در آفریقا و ۷ درصد در آمریکای لاتین زندگی می‌کنند. قاچاق انسان از راه‌های عمده وارد کردن این کودکان به بازار است. به جز کارگری برده‌وار، روسپی‌گری و فروش اعضای بدن کودکان، از دیگر سرنوشت‌های کودکان قاچاق است.
کار کودک نزد بسیاری از کشورها و سازمان‌های بین‌المللی فعالیتی استثماری تلقی می‌شود.

## تاریخچه
کار کودک عمری به درازای تاریخ پیدایش جهان و تولد انسان دارد. از همان دورانی که انسان برای ادامهٔ بقای خود به کار ساختن سر پناه و تأمین غذا مشغول شد، کودکان نیز با راه‌های گوناگون به کار گرفته شدند و متناسب با توانایی‌های جسمانی خود، موظف بودند در کارها مشارکت کنند. با گذشت زمان و تغییر سبک زندگی انسان، این مشارکت همواره گسترده‌تر نیز شده‌است. چنانچه مطالعات باستانشناسی نشان می‌دهد، استفاده از کودکان در اجتماعات مبتنی بر شکار و گردآوری خوراک نسبت به جوامع متأخرتری که از طریق کشاورزی غذا بدست می‌آوردند به مراتب کمتر بود.
با این حال روند استفاده از کودکان برای کار بعد از انقلاب صنعتی شتاب بیشتری به خود گرفت. انقلاب صنعتی در اواخر قرن هجدهم و اوایل قرن نوزدهم اتفاق افتاد، دوره ای که دنیا با عطش شگفت‌انگیز تولید روبه رو شد و برای سرعت بخشیدن به فرایند تولید، ماشین آلات مکانیکی جایگزین کار انسانی شد و کارخانه‌های بزرگ و کوچک ابتدا در بریتانیا و سپس در ایالات متحده و دیگر کشورهای دنیا گسترش پیدا کرد. صاحبان کارخانه‌ها می‌بایست برای کار با ماشین آلات، نیروی انسانی استخدام می‌کردند، اما کار با آن دستگاه‌ها به قدرت و تخصص خاصی نیاز نداشت؛ بنابراین کارفرمایان تمایل شدیدی به استخدام کودکان پیدا کردند که نسبت به بزرگسالان دستمزدشان کمتر بود.
استفاده از کودکان به عنوان نیروی کار ارزان از قرن نوزدهم در کارخانجات بزرگ و کوچک آنقدر گسترده شد تا آنکه صدای اقشار مختلف جوامع بلند شده و زمینه برای ایجاد قوانین محدود کننده استفاده از کودکان در سنین پایین مهیا شد.

#### درانگلستان
انگلیس اولین کشوری بود که قوانینی دربارهٔ کار کودکان وضع کرد. بین سالهای ۱۸۰۲ تا ۱۸۷۸میلادی مجموعه قوانینی وضع شد که به تدریج باعث کاهش ساعات کاری و بهبود وضعیت کودکان کارگر در محیط کار می‌شد. براساس این قوانین، حداقل سن برای کار کودکان نیز افزایش پیدا کرد.

#### درآمریکا
تصویب قوانین مبتنی بر حمایت از کودکان کار و ایجاد ممنوعیت از استثمار کودکان در ایالات متحده راه به مراتب طولانی‌تری را پیمود. در کانکتیکت در سال ۱۸۱۳ قانونی وضع شد که بر پایهٔ آن، کودکان کار باید تا حدی برای ادامهٔ تحصیل فرصت داشته باشند. سال ۱۸۸۹ در ۲۸ ایالت آمریکا قوانینی دربارهٔ محدودیت کار کودکان وضع شده بود. پس از آن، تلاش‌های زیادی برای وضع قوانین ملی کار کودکان انجام گرفت. کنگرهٔ ایالات متحده دو قانون در سالهای ۱۹۱۸ و ۱۹۲۲ وضع کرد، ولی دیوان عالی هر دو آنها را خلاف قانون اساسی دانست. در سال ۱۹۲۴ کنگره درخواست اصلاحیه‌ای در قانون اساسی مبنی بر ممنوعیت کار کودکان را ارائه داد، ولی ایالات آن را به تصویب نرساندند. سپس کنگره در سال ۱۹۸۳ قانونی دربارهٔ استانداردهای کار منصفانه وضع کرد که براساس این قانون، حداقل سن برای کودکانی که در ساعات مدرسه کار می‌کنند شانزده سال و برای کودکانی که بعد از ساعات مدرسه کار می‌کنند چهارده سال و برای مشاغل خطرناک هجده سال تعیین شد.

## عوامل اثرگذار
موضوع کودکان کار، موضوع نسبتاً پیچیده‌ای است و عوامل گوناگونی در آن اثرگذار هستند، ولی با این حال سازمان جهانی کار در مقاله ای با عنوان «آینده‌ای بدون کار کودک» دلایل کار کودک را به سه دستهٔ کلی تقسیم نموده‌است:
۱) دلایل بی واسطه: کمبود یا نداشتن پول یا غذا، افزایش قیمت کالاهای اساسی، مقروض بودن خانواده‌ها، شوک‌های خانوادگی همچون مرگ یا بیماری سرپرست خانواده، کمبود برداشت محصول، تقاضا برای کارگر ارزان در کارگاه‌های کوچک غیررسمی، عدم توازن کسب و کار، درآمد مزرعهٔ خانوادگی با هزینهٔ نیروی کار، نبود مدرسه یا وجود مدارسی با سطح کیفی پایین و ضعیف یا مواد درسی نامربوط (کودکان در طول دوره تحصیل برای خانوار فقط هزینه دارند، و زمانی این هزینه‌ها جبران می‌شود که بعد از اتمام تحصیلات مشغول به کار شوند. بعضی از خانوارهایی که در منطقه‌ای زندگی می‌کنند که در آن کیفیت آموزش پایین است به این مسئله فکر می‌کنند که به علت کیفیت پایین آموزش، فرزند آن‌ها در آینده توانایی رقابت با کودکان دیگر که در مدارس با کیفیت درس می‌خوانند را ندارد، در نتیجه امکان جبران هزینه‌های تحصیل کودک در آینده وجود ندارد. در نتیجه تحصیل کودک صرفاً اتلاف عمر کودک و منابع مالی خانوار است. در چنین شرایطی خانوار تصمیم می‌گیرد که کودک خود را به سر کار بفرستد).
۲) دلایل نهفته: از هم پاشیدگی خانواده‌های گسترده و سیستم‌های حمایت اجتماعی غیررسمی، والدین تحصیل نکردهٔ بیسواد یا کم سواد، نرخ باروری بالا، انتظارات فرهنگی از کودکان دربارهٔ کار و آموزش، دیدگاه‌های تبعیض آمیز براساس جنسیت (به عنوان مثال بعضی از فرهنگ‌ها اعتقاد دارند که پسر باید کار کند تا مرد شود، یا دختر نیازی به تحصیل ندارد چون باید زود ازدواج کند و در نتیجه به جای تحصیل در مدرسه کارهای خانه را انجام می‌دهد تا برای ازدواج آماده شود)، کاست (طبقه)، قومیت، ملیت، مذهب، نژاد، طرز تلقی از فقر، آرزو برای مصرف کالا و استانداردهای زندگی بهتر، احساس فشار کودکان از سوی خانواده‌هایشان و افراد فقیر از سوی ثروتمندان.
۳) دلایل ساختاری: کاهش درآمد ملی، نابرابری بین ملیت‌ها و مناطق مختلف و وضعیت نامطلوب تجارت کسب و کار، شوک‌های اجتماعی مانند جنگ، بحران‌های مالی و اقتصادی (توجه شود که شوک‌های منفی لزوماً منجر به افزایش کودک کار نمی‌گردند، و همچنین شوک‌های مثبت نیز لزوماً منجر به کاهش کودک کار نمی‌کردند)، مهاجرت و ایدز، تعهدات سیاسی یا مالی ناکافی برای آموزش خدمات اساسی و حمایت اجتماعی (در کشورهای توسعه یافته که بازارهای مالی و اعتباری از نقص کمتری برخوردار هستند، خانوارهای نیازمند می‌توانند وام‌های بلند مدت دریافت کنند و با آن وام فرزندان خود را به مدرسه بفرستند به جای آنکه به علت نیاز مالی آن‌ها را به سر کار بفرستند. این وام در نهایت توسط خود فرزندان بعد از اتمام تحصیلات و ورود به بازار کار بازپرداخت می‌شود)، حکمرانی بد و ضعیف، محرومیت اجتماعی گروه‌های حاشیه ای، و کمبود قانون‌مندی یا عدم تقویت مؤثر آن (مجموعه علل ساختاری منجر به مهاجرت به کشورهای همسایه برای کار با دستمزد بیشتر می‌شود).
عوامل دیگر تأثیر گذار
- فقر: البته رابطه فقر و کار کودک به سادگی قابل تبیین نیست. مطالعات اخیر نشان می‌دهند که احتمال فرستادن کودکان به سر کار به جای مدرسه توسط خانوار با افزایش ثروت تولیدی خانوار، وقتی ثروت کم یا زیاد است، کاهش می‌یابد اما در میانه‌های ثروت این احتمال افزایش می‌یابد.[۱۸]
- جهانی‌سازی و تجارت جهانی: عموماً گسترش تجارت جهانی می‌تواند منجر به افزایش کودک کار در کشورهای کمتر توسعه یافته شود. گسترش تجارت تقاضا برای کالاهایی که این کشورها تولید می‌کنند و در تولید آن مزیت نسبی دارند را افزایش می‌دهد. این کشورها عموماً کالاهایی را تولید می‌کنند که تولیدشان به تخصص و مهارت کمی نیاز دارد (مانند تولید محصولات کشاورزی، معدنی، فرش، صنایع دستی …). افزایش تقاضا برای این کالاها منجر به افزایش تولید آن‌ها می‌شود، و برای افزایش تولید کالا، تقاضا برای نیروی کار کم مهارت بالا می‌رود، در نتیجه تقاضا برای استفاده از کودکان در فرایند تولید بیشتر می‌گردد، زیرا کودکان ارزان‌ترین نیروی کار کم مهارت در دسترس هستند.

## کودکان کار در کشورهای جهان

### ایالات متحده آمریکا

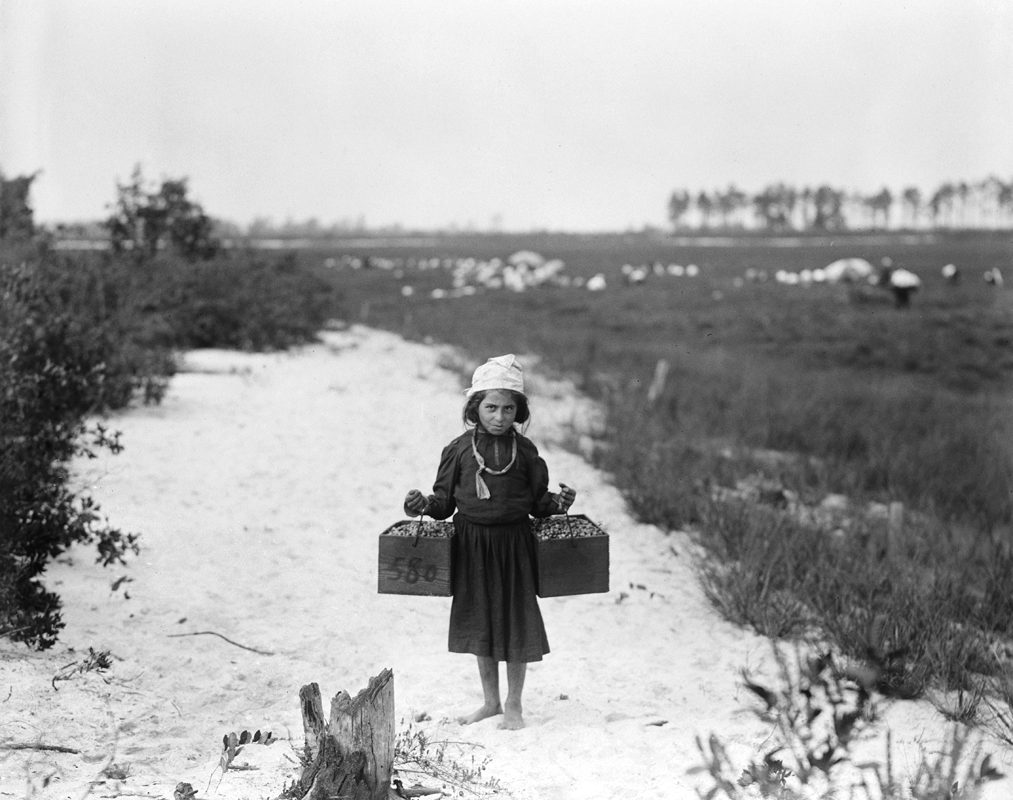
یک کودک کار در سال ۱۹۱۰ میلادی در فیلادلفیا.

در کنار حضور کودکان کار در کشورهای جهان سوم، پدیده کودکان کار در کشوری همچون ایالات متحده آمریکا نیز به چشم می‌خورد. در حدود ۵۰۰٬۰۰۰ کودک در حال کار در مزارع آمریکا هستند و قانون حمایت از این افراد از قبل از جنگ جهانی دوم تا به امروز دست‌خوش تغییر نشده‌است. این گروه را کودکانی تشکیل می‌دهند که غالباً از گروه مهاجرانی بوده‌اند که به‌طور غیرقانونی از آمریکای لاتین به ایالات متحده آمریکا مهاجرت کرده‌اند. بر اساس گزارش دیده‌بان حقوق بشر، حداقل ۴۳ کودک بر اثر سوانح در حین کار جان خود را از دست داده‌اند.

### ایران

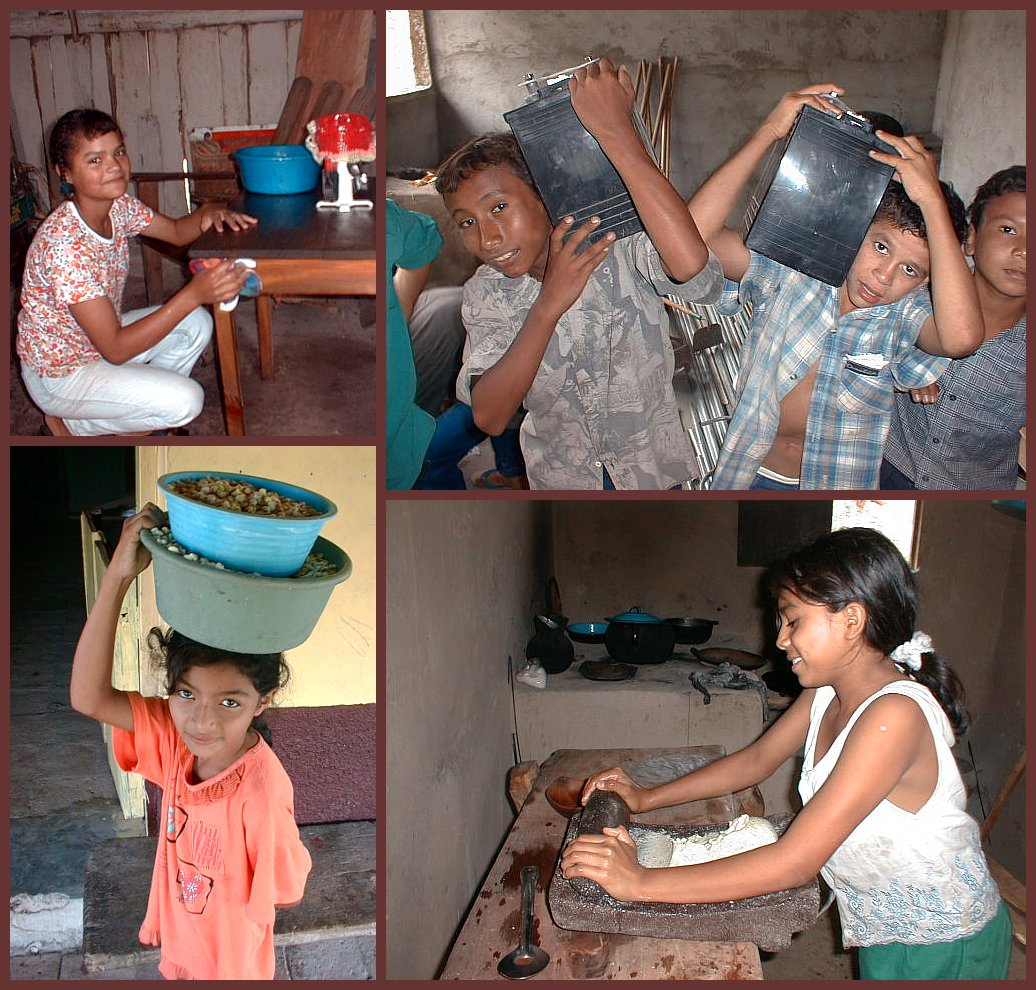
کودکان کار

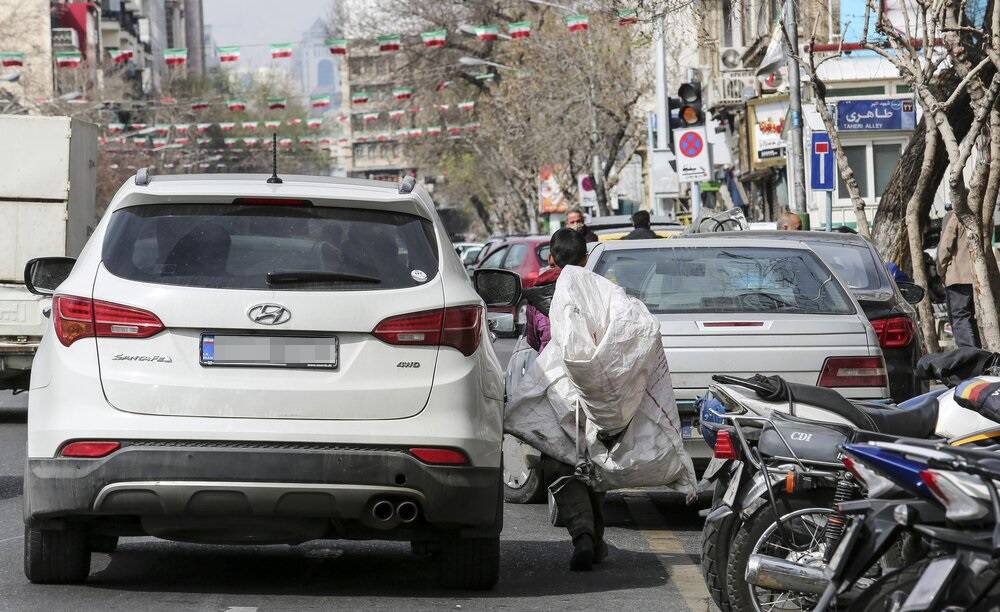
یک کودک زباله‌گرد ایرانی

براساس آمارهای موجود بیش از ۲۵۰میلیون کودک (۱۴–۵) که معمولاً زیر سن قانونی کار می‌کنند، در کشورهای در حال توسعه است. اگر سن پایان کودکی را براساس پیمان نامه حقوق کودک زیر ۱۸سال در نظر بگیریم، در سال ۲۰۰۲ بیش از ۳۵۰ میلیون کودک و نوجوان به جای پرداختن به تحصیل، کار می‌کنند.
در ایران نیز تعداد کودکان کار به دلایل گوناگون رو به افزایش است اما آمار دقیقی در مورد کودکان کار وجود ندارد. بیش از ۲۰هزار نفر کودک کار در تهران تأیید شده‌است. در آمار تخمینی سازمان جهانی کار در سال ۱۹۹۵بیش از ۷۱/۴ درصد کودکان بین ۱۰تا ۱۴ سال در ایران از لحاظ اقتصادی فعال هستند.
براساس سرشماری سال ۱۳۷۵ بیش از ۴ درصد جمعیت شاغل کشور را گروه سنی ۱۰تا ۱۴ سال تشکیل می‌دهند بر اساس این همین آمار جمعیت شاغل کشور ۵/۱۴ میلیون نفر بوده‌است که ۴ درصد آن در حدود۶۰۰ هزار نفر می‌شود. در سال ۱۳۷۵ حدود ۳۸۰ هزار کودک در سن ۱۰تا۱۴ سال در ایران کار ثابت داشته‌است.
در ایران آمار دقیقی از تعداد کودکان کار وجود ندارد زیرا شناسنامه هویتی برای کودکان کار تشکیل نشده و آمارها متنوع و در بسیاری از مواقع متناقض‌اند. بر اساس سرشماری سال ۱۳۸۵ در حدود یک میلیون و هفتصد هزار کودک به صورت مستقیم درگیر کار می‌باشند. در هر صورت در ایران نیز همانند بسیاری از کشورهای جهان تعداد کودکان کار رو به افزایش است و عواملی نظیر گسترش فقر، افزایش تورم، طلاق، بالارفتن هزینه تحصیل، بحران‌های طبیعی چند سال اخیر (نظیر سیل، زلزله و …)، مهاجرت کودکان کشورهای همسایه و کودکان شهرهای توسعه‌نیافته به شهرهای برخوردار و وجود چرخه بین نسلی کار از مهم‌ترین عوامل بروز کار کودکان در ایران بوده‌است.
طبق آخرین آماری که مقامات ایران در تاریخ ۲۲ خرداد ۱۳۹۸ دادند، تنها در تهران ۱۴ هزار زباله‌گرد وجود دارد که یک سوم آنها یعنی ۴ هزار و ۷۰۰ نفر کودک هستند.
در خرداد ۱۳۹۸ بر اساس تازه‌ترین گزارش مرکز آمار و اطلاعات راهبردی وزارت تعاون، کار و رفاه اجتماعی در سال ۱۳۹۶ بیش از ۳۳۶ هزار کودک پسر و ۷۴ هزار کودک دختر بین سنین ۱۰ تا ۱۷ سال مشغول کار بوده و ۸۹ هزار کودک دنبال کار بوده‌اند؛ یعنی نسبت به سال ۹۵ و ۹۶ به ترتیب ۶٪ و ۹٫۶٪ افزایش داشته‌است. بر همین اساس تعداد کودکان بی‌سواد ۲۵۱ هزار کودک و تعداد کودکانی که ترک تحصیل کرده‌اند ۱٫۶۸ میلیون کودک می‌باشد.
قانون حمایت از اطفال و نوجوانان یکی از لوایح قضایی است که در زمان ریاست سید محمود هاشمی شاهرودی بر قوه قضائیه تدوین شد که مواردی از آن مربوط به حقوق کودکان کار است. 
برخی منابع خبری از جمله خبرگزاری ایلنا در گزارش‌هایی انتقادهایی را به این قانون وارد کرده‌ و نوشته اند بعضی از موارد این قانون از جمله درباره وظایف دستگاه‌های دولتی باید اصلاح شود.
روزنامه شرق نیز در گزارشی به ضرورت بازتعریف وظایف نهادهای دولتی در قانون حمایت از اطفال و نوجوانان پرداخته است.
خبرگزاری ایلنا در گزارش دیگری نوشته تعریف‌های ارائه شده برای «طفل» و «نوجوان» و همچنین موادی که به بهره‌کشی اقتصادی و معامله کودکان می‌پردازند، نیازمند دقت نظر بیشتری هستند تا از هرگونه سوءتفاهم یا سوءاستفاده احتمالی جلوگیری شود.

#### تهران
شهردار تهران می‌گوید حدود نیم میلیون کودک کار در تهران کار می‌کنند که با فقر دست‌وپنجه نرم می‌کنند. تعداد قابل توجهی از این تعداد تابعیت قانونی ندارند. درصدی از آنها در خیابان‌ها مشغول دستفروشی یا زباله‌گردی یا فال‌فروشی هستند. تقریباً از هر پانصد تهرانی، یک کودک کار در خیابان وجود دارد. این عدد برای تبریز یک کودک کار در برابر ۱۶ هزار نفر است.

##### تحلیل آمار تهران
تعداد کودکان کار در پایتخت به طرز مشهودی بیشتر از جاهای دیگر است. در طرح‌های کوتاه مدتی که برای این مسئله طراحی شده اجراکنندگانی چون شهرداری، سازمان بهزیستی و نیروی انتظامی بیشتر این کودکان را جمع‌آوری و نگهداری کرده‌اند. گزارش‌ها نشان می‌دهد جمعیت این کودکان رو به افزایش است و جمع‌آوری‌های مقطعی نمی‌تواند چارهٔ کار دانسته شود. این دسته به دلیل حضور دائم در محدوده‌های ترافیکی یا فعالیت در حوزه بازیافت زباله در معرض خطر هستند و به مریضی‌های مختلفی مبتلا می‌شوند.
عبدالرضا رحمانی فضلی، وزیر وقت کشور در ۶ مرداد سال ۱۳۹۸ در تحلیل و توصیف وضعیت کودکان کار در شهر تهران گفت:
گزارش‌ها نشان می‌دهد که کودکان خیابانی و متکدی در وضعیت نامناسبی زندگی می‌کنند و مورد استثمار قرار گرفته‌اند. نکته‌ای که باید به آن توجه داشت این است که تا ۸۰ درصد این کودکان غیر ایرانی می‌باشند. با توجه به اینکه بخشی از این کودکان از اتباع افغانستان بودند با سفارت این کشور موضوع را مطرح کرده‌ایم. اکثر کودکان جمع‌آوری‌شده افغانستانی و غیرقانونی هستند، اگر سایر نهادها همکاری لازم را داشته باشند می‌توانیم نسبت به ساماندهی کودکان خیابانی اقدامات مناسبی را انجام دهیم اما اگر آنها همکاری نداشته باشند این کودکان را عودت خواهیم داد. همچنین مقرر شده است با همکاری نیروی انتظامی و دستگاه قضایی برای باندهای کودکان کار و خیابانی قرار تعقیب صادر شود.
در ۲۱ خرداد ۱۴۰۲ سوده نجفی رئیس کمیته سلامت شورای اسلامی شهر تهران بیان داشت:
یکی از مشکلات شهر تهران، کودکان خیابان و کار است که با آزارهای متعدد روبه رو هستند. این کودکان دچار مشکلات جسمی و روحی می‌شوند و از سویی دیگر حضور آنها در خیابان‌ها مشکلاتی برای شهروندان ایجاد می‌کند. از سوی دیگر ساماندهی کودکان کار باید از سوی نهادهایی همچون وزارت تعاون، کار و رفاه اجتماعی، وزارت بهداشت، درمان و آموزش پزشکی، شهرداری، سازمان بهزیستی کشور، وزارت آموزش و پرورش و دیگر دستگاه ها انجام شود که متاسفانه یک نهاد مشخص و رسمی در زمینه ساماندهی کودکان کار معرفی نشده است و با وجود تعداد متولیان متعدد، آمار کودکان کار در کشور و به ویژه در شهر تهران روز به روز در حال افزایش است. آماری که من در دست دارم حکایت از این دارد که ۷۰ هزار کودک کار در خیابان‌های تهران وجود دارد که ۸۰ درصد از این افراد ایرانی نیستند. متاسفانه کنترلی نیز بر روی نحوه ورود و فعالیت این اتباع غیر قانونی به کشور وجود ندارد و بنظرم در کنار جلوگیری از ورود غیر قانونی اتباع خارجی، باید با باندهای کودکان کار در تهران نیز برخورد نمود.
محمد لطفی نماینده سمن‌ها در مرجع ملی کنوانسیون حقوق کودک در انتقاد از نحوه‌ی جمع‌آوری کودکان کار از خیابان‌ها گفته است:
اگر سیاست‌هایی که تاکنون توسط دولت یا حاکمیت انجام شده است منجر به آسیب نمی‌شد، فلسفه وجودی سمن‌ها هم از بین می‌رفت به معنای دیگر مساله‌ای که سمن‌ها نسبت به آن واکنش نشان می‌دهند که در اینجا موضوع کودکان کار است به دلیل سیاست‌های اشتباه برنامه‌ریزان دولتی ایجاد شده است. آیا دولت ابزار لازم برای جمع‌آوری این کودکان را در اختیار ندارد؟ دولت ۳۰ مرتبه این طرح را اجرا کرده و شکست خورده است به صورتی که امروز جامعه و فعالان اجتماعی نسبت به این طرح بدبین و حساس شده‌اند؛ در چنین شرایطی خود دولت حاضر نیست به تنهایی دست به این اقدام بزند، اما اکنون یک سمن به همراه یک کلینیک مددکاری پذیرفته‌اند که مسئولان دولتی را برای اجرای چنین طرحی همراهی کنند، آن هم با همان روش‌های ناکارآمد مرسوم. بهتراست به جای این برخورد‌های مقطعی مساله به صورت ریشه‌ای حل شود یعنی وضعیت اقتصادی را بهبود بخشیده و دستمزد‌ها را افزایش دهیم؛ خط اصلی سیاست‌گذاری در جامعه ما تامین نیروی کار ارزان برای سرمایه‌داران است اگر این مساله تغییر کرده و عدالت اجتماعی در جامعه برقرار شود، باقی مسائل از جمله موضوع کودکان کار حل خواهد شد.

### قرقیزستان
پس از فروپاشی اتحاد جماهیر شوروی، جمهوری تازه تأسیس قرقیزستان، گسترش کار کودک را در مقیاس صنعتی در برنامهٔ خود قرار داد. این تصمیم جهت افزایش بهره‌وری مزارع پنبه به عنوان درآمد اصلی دولت اسلام کریموف در دستور کار قرار گرفت. در این کشور در ستامبر با شروع فصل بازگشایی مدارس، کلاس‌ها به حال تعلیق درمی آیند و دانش‌آموزان جهت کار روانهٔ کشتزارهای پنبه می‌شوند. برای هر کودک در حدود ۲۰ تا ۶۰ کیلوگرم سهمیهٔ برداشت روزانه در نظر گرفته شده‌است. با آغاز فصل وجین در بهار بچه‌ها دوباره روانهٔ مزارع پنبه می‌شوند. براساس مطالعه‌ای که در سال ۲۰۰۶ انجام گرفت، نزدیک به ۲٫۷ میلیون کودک در قرقیزستان به کار در مزارع پنبه گمارده می‌شوند.

### هند
در سال ۲۰۱۵، هند بالاترین آمار به‌کارگیری غیرقانونی کودکان در بخش‌های مختلف را به خود اختصاص داد. کودکان کار در هند بیش از همه در بخش کشاورزی اشتغال دارند. آن‌ها در سنین پایین برای کمک به اقتصاد خانواده روی زمین‌های کشاورزی مشغول به کار می‌شوند. بسیاری از این کودکان در حالی که سن بسیار پایینی دارند به دلایلی چون فقر، بی‌کاری، جمعیت زیاد خانواده و بی‌سوادی والدین مجبور به کار می‌شوند. این مسائل به عنوان اصلی‌ترین دلایل کار کودک در هند مطرح می‌شوند.

## قانون شرایط کار در ایران
بر اساس ماده ۷۹ قانون کار ایران، اشتغال به کار کودکان زیر ۱۵ سال ممنوع است و در صورتی که کارفرمایی افراد زیر ۱۵سال را به خدمت بگیرد، متخلف شمرده و مشمول مجازات از جریمه نقدی و حبس تا پلمپ کارخانه و ابطال پروانه کار می‌شود.
با توجه به ماده ۸۲ قانون کار؛ ساعت کار روزانه کارگران نوجوان باید نیم ساعت کمتر از ساعت کار کارگران معمولی باشد. ترتیب استفاده از این امتیاز به توافق میان کارگر و کارفرما مربوط می‌شود.
در ماده ۸۳ قانون کار به تأکید آمده‌است؛ ارجاع هر نوع کار اضافی و انجام کار در شب و نیز ارجاع کارهای سخت، زیان‌آور و خطرناک، و حمل بار با دست بیش از حد مجاز، استفاده از وسایل مکانیکی، برای کارگران نوجوان ممنوع است.
ماده ۸۴ قانون کار نیز پیش‌بینی کرده‌است که در مشاغل و کارهایی که ماهیت آن برای سلامتی یا اخلاق کارآموزان و نوجوانان زیان‌آور است، حداقل سن کار ۱۸ سال تمام خواهد بود که تشخیص این امر با وزارت کار و امور اجتماعی است.
طبق ماده ۱۸۸؛ کارگران کارگاه‌های خانوادگی که انجام کار آن‌ها توسط صاحب کار همسر یا خویشاوندان نسبی درجه یک انجام می‌شود مشمول مقررات قانون کار نمی‌باشند.
در بخش دیگری از ماده ۱۸۸ قانون کار آمده‌است؛ کارگران بین ۱۵ تا ۱۸ سال کارگران نوجوان نامیده می‌شوند. البته با توجه به این نکته که این دسته از کارگران در ابتدای استخدام باید از سوی سازمان تأمین اجتماعی مورد آزمایش پزشکی قرار بگیرند.

### نقد قانون کار کودک
بر اساس مواد ۸۲ تا ۸۴ قانون کار، اضافه کاری، انجام کارهای زیان‌بار و شبانه برای کودکان ممنوع است. اما براساس ماده ۱۸۸ قانون کار، کار کودکان در کارهای خانگی و به موجب ماده ۱۹۶، کار آن‌ها در کارگاه‌های کوچک زیر ۱۰ نفر ممنوع نیست. با این وجود قانون کار با استثنا کردن کودکان شاغل در کارگاه‌های کوچک و خانگی از اصل ماده ۷۹ و مواد ۸۲ و ۸۳ و ۸۴ قانون کار که اشتغال به کار کودکان زیر ۱۵ سال را منع کرده، به نظر کارشناسان زمینه استثمار کودکان را فراهم کرده‌است. از طرفی همان‌طور که ماده ۸۴ به مشاغلی که برای سلامت و اخلاق کارآموزان و نوجوانان اشاره کرده، به این معنی است که اگر زمینه زیان‌باری برای کار کودکان و نوجوانان ایجاد شود، کارفرما می‌تواند از کار کودکان استفاده کند در نتیجه این ماده هم به عقیدهٔ منتقدین زمینه استثمار کودکان را فراهم خواهد کرد.

## شرکت‌های متهم به استفاده از کودکان کار

### نستله
با وجود آن که نستله یکی از بزرگ‌ترین تولیدکنندگان شکلات و شیرینی در جهان به‌شمار می‌آید اما این شرکت به استفاده پیوسته از کودکان کار شهرت دارد. این شرکت، از طریق به‌کارگیری ارزان قیمت‌ترین بخش نیروی کار همواره سعی بر آن داشته‌است تا در بازار سود بیشتری را از آن خود کند. بر اساس گزارش رسانه‌ها در سال ۲۰۰۱، نستله در مزارع ساحل عاج ۶۰۰۰۰۰ کودک را در شرایط زیر استانداردهای لازم به کار گرفته‌است.

### گپ
یک گزارش در سال ۲۰۰۷، کمپانی گپ را متهم به استفاده از کودکان برای تولید برخی محصولات خود کرد. گپ این موضوع را تأیید کرده و قول داده‌است شرایط را بهبود ببخشد. بر اساس آنچه در این گزارش آمده‌است، این شرکت از سال ۲۰۰۴ به اتخاذ سیاست‌های نظارتی سخت گیرانه‌ای دست زده‌است تا کار کودک را در زنجیرهٔ تأمین خود حذف کند. با این حال، این گزارش می‌افزاید که نظارت‌ها به وسیلهٔ برخی از پیمانکاران فرعی نادیده گرفته می‌شود.

### زارا و اچ اند ام
در سال ۲۰۰۹، فعالان انگلیسی از این دو تولیدکننده پوشاک خواستند تا فروش محصولاتی که با پنبهٔ برداشت شده توسط کودکان را متوقف کنند. سازمان بین‌الملل ضد برده‌داری همچین بنیاد عدالت محیطی، اچ اند ام همچین زارا را متهم کرده‌اند که از پنبهٔ تولیدی در بنگلادش استفاده می‌کنند. همچنین گزارش‌ها حاکی از آن است که بسیاری از مواد خام مصرفی این دو شرکت از ازبکستان تأمین می‌شود. ازبکستان از کودکان زیر ده سال به عنوان کارگر بخش کشاورزی استفاده می‌کند. فعالان، از این دو شرکت خواستند تا استفاده از پنبهٔ ازبکستان را متوقف کنند همچنین با استفاده از نظام مسیریابی محصولات به مسئولیت اخلاقی پیرامون مواد اولیه استفاده شده در محصولات خود پایبند باشد.

### اپل
اپل یکی از محبوب‌ترین برندهای تولیدکنندهٔ محصولات صوتی و تصویری و گوشی‌های تلفن همراه حداقل یازده کودک زیر پانزده سال را در کارخانه‌های تابعهٔ خود به کار گرفته‌است. این شرکت بسیاری از محصولات خود را در چین، سنگاپور، مالزی، تایوان و تایلند مونتاژ می‌کند. اپل بارها به دلیل رفتار غیرانسانی با کارکنان خود مورد انتقاد قرار گرفته‌است.

## آسیب‌پذیری کودکان در برابر کار
کودکان کار در شرایط بسیار نامطلوب از نظر تغذیه، بهداشت و انجام کارهای خطرناک و حاد به سر می‌برند. این کودکان می‌توانند به راحتی بازیچه دست بزهکاران حرفه‌ای اعم از سارقین یا باندهای توزیع مواد مخدر، عوامل ایجاد خانه‌های فساد و… قرار گیرند؛ و همچنین عدم بهره‌گیری از آموزش و تحصیل علم و فن، قدرت رقابت با سایر کودکان در ایجاد یک زندگی سالم را هر جه بیشتر از این کودکان سلب می‌کند.
به‌طور کلی کودکان کار به دلیل داشتن وضعیت عاطفی نامناسب و شرایط خاص زندگی، دارای روحیه‌ای حساس و از نظر عاطفی، آسیب پذیرتر از کودکان هم سن و سال خود هستند؛ بنابراین بی‌توجهی و نادیده گرفتن این کودکان باعث نهادینه شدن خشمی پنهان در ناخودآگاه آن‌ها شده، در بزرگسالی باعث بروز بسیاری از ناهنجاری‌ها در جامعه می‌شود.

## تأثیرات اقتصادی – اجتماعی کار کودکان
کار کودکان سبب افزایش سود و انباشت سرمایه برای کسانی می‌شود که کودکان را مورد استثمار قرار می‌دهند و در نتیجه فاصله طبقاتی را در جامعه بیشتر می‌کند و فقر و تهیدستی را افزایش می‌دهد. کودکان را از دستیابی به دانش و مهارت کافی بازمی‌دارد و در نتیجه بهره‌وری نیروی کار را در جامعه کاهش می‌دهد. آسیب‌های اجتماعی مانند اعتیاد، بزهکاری، استثمار، تبعیض، فقر و… افزایش می‌یابد و در نتیجه سلامت اجتماعی را به مخاطره می‌اندازد و مانع پیشرفت و توسعه جامعه می‌گردد.

## تاریخچه نقد کار کودکان
از همان سدهٔ نوزدهم، هنگامی که پل لافارگ آسیب‌های انقلاب صنعتی را مشاهده کرد، فکر ساختن ماشین‌هایی برای بزرگسالان امکان‌پذیر شده بود، اما به جای این اقدام، صاحبان صنایع بافندگی کار کودکان را چنین توجیه می‌کردند که فقط کودکان می‌توانند با جثه‌های کوچکشان به زیر ماشین‌آلات بخزند و نخ و رشته‌های گسیخته را گره بزنند. چنان‌که انگار تصورِ ساختن ماشین آلاتِ «خاص» بزرگسالان امکان نداشته‌است.
ازجمله نویسندگان مشهوری که به مقولهٔ کودکان کار پرداخته و شرایط تحمیلی بر آنان را در عصر صنعتی به چالش کشیده‌اند می‌توان به چارلز دیکنز و ویکتور هوگو اشاره کرد. دیکنز در رمان مشهور خود یعنی الیور توئیست به شرایط اسفناک یتیم‌خانه‌های انگلستان پرداخته و با قلم انتقادی خود استفاده کودکان برای فعالیت‌های بزهکارانه را نقد کرده‌است. ویکتور هوگو فرانسوی نیز در اثر معروف خود یعنی رمان بینوایان به ترسیم فضای خشن نیمه دوم قرن نوزدهم فرانسه پرداخته و تلاش نموده تا وضعیت وخیم کودکان و استثمار کودکی‌شان را در جامعه فرانسه ترسیم نماید.